# 7356 Casagrande
7356 Casagrande è un asteroide della fascia principale. Scoperto nel 1995, presenta un'orbita caratterizzata da un semiasse maggiore pari a 2,6143601 UA e da un'eccentricità di 0,1355489, inclinata di 11,69400° rispetto all'eclittica.